# Nikolaus Böttcher
Nikolaus Böttcher (* 1963 in Berlin) ist ein deutscher Historiker.

## Leben
Das Studium der Geschichte, Hispanistik und Germanistik in den Jahren 1983 bis 1989 an der FU Berlin und der Universidad Complutense schloss er 1994 mit der Promotion zum Dr. phil. in Neuerer Geschichte bei Reinhard Liehr an der FU Berlin ab. Nach der Habilitation an der FU Berlin 2004 ist er dort seit 2015 außerplanmäßiger Professor.
Seine regionalen Schwerpunkte sind Karibik (Kuba, Trinidad), Neu-Spanien, Neu-Granada und Río de la Plata. Seine Forschungsinteressen sind Atlantische Geschichte und Minderheiten im spanischen Kolonialreich.

## Schriften (Auswahl)
- Aufstieg und Fall eines atlantischen Handelsimperiums. Portugiesische Kaufleute und Sklavenhändler in Cartagena de Indias von 1580 bis zur Mitte des 17. Jahrhunderts. Frankfurt am Main 1995, ISBN 3-89354-154-3.
- A ship laden with dollars. Britische Handelsinteressen in Kuba (1762–1825). Frankfurt am Main 2007, ISBN 3-86527-348-3.
- Monopol und Freihandel. Britische Kaufleute in Buenos Aires am Vorabend der Unabhängigkeit (1806–1825). Stuttgart 2008, ISBN 978-3-515-09185-5.
- Kontinuität und Brüche in Hispanoamerika. Wiesbaden 2013, ISBN 3-658-02242-6.
- Self-fashioning en Hispanoamérica en la época colonial (siglo XVII). Darmstadt 2021, ISBN 978-3-534-30002-0 (Auswahl autobiographischer Texte des 17. Jahrhunderts aus Hispanoamerika).